# Mohamed Youssouf
Mohamed Youssouf, né le 26 mars 1988 à Paris, est un footballeur international comorien à l'AC Ajaccio.

## Biographie
Mohamed Youssouf grandit dans une ville de Seine-et-Marne, Lognes.
Il participe à un stage avec l'équipe de France des moins de 18 ans en février 2006, au CTNFS de Clairefontaine, aux côtés d'Anthony Modeste et Étienne Capoue.
Il est formé et commence sa carrière professionnelle dans le club du Havre Athletic Club. Pour la saison 2010-2011, il est prêté à l'US Créteil-Lusitanos en National (3e division). En juillet 2011 il effectue un essai, non concluant, au Stade lavallois.
Il est sélectionné avec l'Équipe des Comores de football pour le match Libye-Comores à Bamako. Il marque son premier but avec la sélection le 4 septembre 2011, face à la Zambie à Moroni et permet à son équipe de revenir à 1 partout, mais n'empêchera pas la défaite de son équipe.
En 2011, Mohamed Youssouf quitte le club du Havre et s'engage en faveur du club de Vannes (équipe de National). Pour sa première saison avec Vannes, Mohamed marque 5 buts en championnat et distille plus de 10 passes décisives.
En 2013 et après une saison à 10 buts et 12 passes décisives il ne signe qu'à Amiens SC (équipe de National).
En 2014 sa carrière prend un nouvel élan en signant au PAE Ergotelis (club de 1re division grecque) où il se fait rapidement remarqué en étant notamment élu meilleur joueur d'un match l'opposant à l'Olympiakos le Pirée lors de la 6e journée du championnat.
Il rejoint en 2015 le PAE Veria puis en janvier 2017 l'APO Levadiakos.
Le 27 juin 2018, il rejoint l'AC Ajaccio.

## Palmarès
- Champion de France de Ligue 2 en 2008 avec le Havre